# Gavaudun
Gavaudun is een gemeente in het Franse departement Lot-et-Garonne (regio Nouvelle-Aquitaine) en telt 286 inwoners (2004). De plaats maakt deel uit van het arrondissement Villeneuve-sur-Lot.

## Geografie
De oppervlakte van Gavaudun bedraagt 22,1 km², de bevolkingsdichtheid is 12,9 inwoners per km².
De onderstaande kaart toont de ligging van Gavaudun met de belangrijkste infrastructuur en aangrenzende gemeenten.

## Demografie
Onderstaande figuur toont het verloop van het inwonertal (bron: INSEE-tellingen).

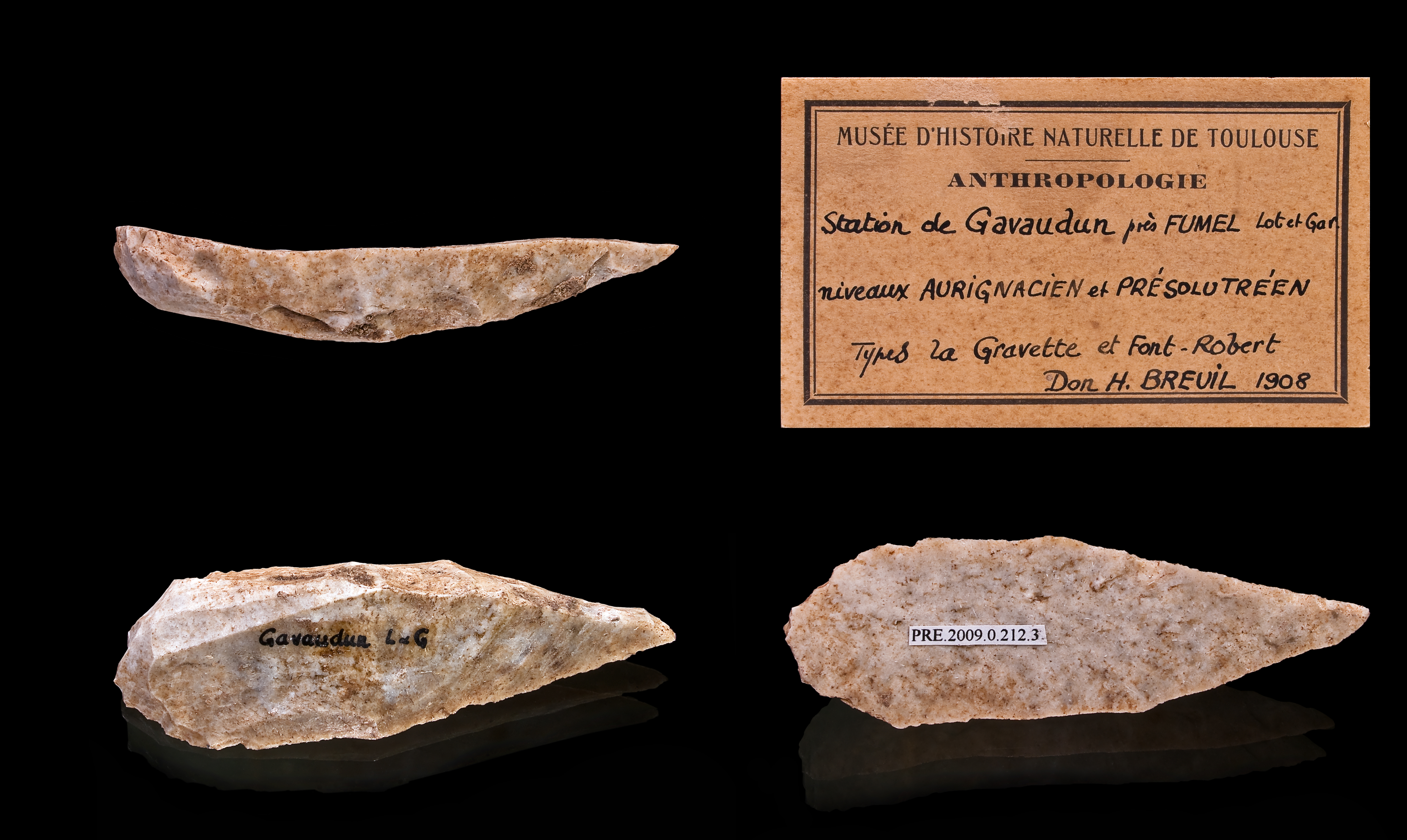
"Grattoir" - Aurignacien - Muséum de Toulouse